# Olympisch kwalificatietoernooi schaatsen Nederland 2022 (kwalificatie)
Schaatsers konden zich via het WK afstanden van 2021, het Daikin NK Afstanden 2022, de Holland Cup #3 2021 in Alkmaar, op basis van tijd of middels een aanwijsplek kwalificeren voor het Olympisch kwalificatietoernooi 2022.

## Kwalificatie-eisen
500, 1.000 en 1.500 meter dames/heren (maximaal 20 rijders), achtereenvolgens:
- Deelnemers en reserve van de ISU WK afstanden seizoen 2020-2021;
- De beste 10 nog niet geplaatste rijders van het Daikin NK Afstanden in Heerenveen, 29-31 oktober 2021;
- De beste nog niet geplaatste rijder op grond van VANTAGE (Europese tijden, seizoen 2021-2022, d.d. 10 december 2021);
- De beste nog niet geplaatste rijder(s), minimaal 1 en maximaal 5, van Holland Cup 3 in Alkmaar, 11-12 december 2021;
- De SCL kan op schriftelijk verzoek voor 14 december rijder(s) toevoegen om te komen tot het maximale aantal deelnemers van 20.

3.000 meter dames en 5.000 meter heren (maximaal 16 rijders), achtereenvolgens:
- Deelnemers en reserve van de ISU WK afstanden seizoen 2020-2021;
- De beste 6 nog niet geplaatste rijders van het Daikin NK Afstanden in Heerenveen, 29-31 oktober 2021;
- De beste nog niet geplaatste rijder op grond van VANTAGE (Europese tijden, seizoen 2021-2022, d.d. 10 december 2021);
- De beste nog niet geplaatste rijder(s), minimaal 1 en maximaal 5, van Holland Cup 3 in Alkmaar, 11-12 december 2021;
- De SCL kan op schriftelijk verzoek voor 14 december rijder(s) toevoegen om te komen tot het maximale aantal deelnemers van 16.

5.000 meter dames en 10.000 meter heren (maximaal 12 rijders), achtereenvolgens:
- Deelnemers en reserve ISU WK afstanden seizoen 2020-2021;
- De beste 6 rijders van het Daikin NK Afstanden in Heerenveen, 29-31 oktober 2021;
- De beste nog niet geplaatste rijder op grond van VANTAGE (Europese tijden, seizoen 2021-2022, d.d. 10 december 2021);
- De beste nog niet geplaatste rijder(s), minimaal 1 en maximaal 5, in de uitslag van de 3000 m (v) en 5000 m (m) tijdens het OKT 2022 in Heerenveen
- De SCL kan op schriftelijk verzoek voor 14 december rijder(s) toevoegen om te komen tot het maximale aantal deelnemers van 12.[1]

## Deelnemers mannen
De volgende mannen hebben zich gekwalificeerd voor het Olympisch kwalificatietoernooi 2022:

### 500 meter
| Nr. | Schaatser             | Selectienorm |
| --- | --------------------- | --- |
| 1.  | Kai Verbij            | Deelnemers en reserve ISU WK afstanden seizoen 2020-2021                                                             |
| 2.  | Dai Dai N'tab         | Deelnemers en reserve ISU WK afstanden seizoen 2020-2021                                                             |
| 3.  | Ronald Mulder         | Deelnemers en reserve ISU WK afstanden seizoen 2020-2021                                                             |
| 4.  | Hein Otterspeer       | Deelnemers en reserve ISU WK afstanden seizoen 2020-2021                                                             |
| 5.  | Janno Botman          | De beste 10 nog niet geplaatste rijders van het Daikin NK Afstanden 2022                                             |
| 6.  | Tijmen Snel           | De beste 10 nog niet geplaatste rijders van het Daikin NK Afstanden 2022                                             |
| 7.  | Thomas Geerdinck      | De beste 10 nog niet geplaatste rijders van het Daikin NK Afstanden 2022                                             |
| 8.  | Gijs Esders           | De beste 10 nog niet geplaatste rijders van het Daikin NK Afstanden 2022                                             |
| 9.  | Aron Romeijn          | De beste 10 nog niet geplaatste rijders van het Daikin NK Afstanden 2022                                             |
| 10. | Thijs Govers          | De beste 10 nog niet geplaatste rijders van het Daikin NK Afstanden 2022                                             |
| 11. | Joost van Dobbenburgh | De beste 10 nog niet geplaatste rijders van het Daikin NK Afstanden 2022                                             |
| 12. | Joep Wennemars        | De beste 10 nog niet geplaatste rijders van het Daikin NK Afstanden 2022                                             |
| 13. | Sebas Diniz           | De beste 10 nog niet geplaatste rijders van het Daikin NK Afstanden 2022                                             |
| 14. | Armand Broos          | De beste 10 nog niet geplaatste rijders van het Daikin NK Afstanden 2022                                             |
| 15. | Merijn Scheperkamp    | De beste nog niet geplaatste rijder op grond van VANTAGE (Europese tijden, seizoen 2021-2022, d.d. 10 december 2021) |
| 16. | Jesper Hospes         | De beste nog niet geplaatste rijder(s), minimaal 1 en maximaal 5, van Holland Cup 3 in Alkmaar, 11-12 december 2021  |
| 17. | Elwin Jongman         | De beste nog niet geplaatste rijder(s), minimaal 1 en maximaal 5, van Holland Cup 3 in Alkmaar, 11-12 december 2021  |
| 18. | Stefan Westenbroek    | De SCL kan rijder(s) toevoegen om te komen tot het maximale aantal deelnemers van 20 (22*)                           |
| 19. | Kjeld Nuis            | De SCL kan rijder(s) toevoegen om te komen tot het maximale aantal deelnemers van 20 (22*)                           |
| 20. | Serge Yoro            | De SCL kan rijder(s) toevoegen om te komen tot het maximale aantal deelnemers van 20 (22*)                           |
| 21. | Lennart Velema        | De SCL kan rijder(s) toevoegen om te komen tot het maximale aantal deelnemers van 20 (22*)                           |
| 22. | Thomas Krol           | De SCL kan rijder(s) toevoegen om te komen tot het maximale aantal deelnemers van 20 (22*)                           |
| R1. | Chris Fredriks        | Reserveplaatsen, de beste nog niet geplaatste rijder(s) van Holland Cup 3 in Alkmaar, 11-12 december 2021            |
| R2. | Mika van Essen        | Reserveplaatsen, de beste nog niet geplaatste rijder(s) van Holland Cup 3 in Alkmaar, 11-12 december 2021            |
| R3. | Rem de Hair           | Reserveplaatsen, de beste nog niet geplaatste rijder(s) van Holland Cup 3 in Alkmaar, 11-12 december 2021            |
| R4. | Mats Siemons          | Reserveplaatsen, de beste nog niet geplaatste rijder(s) van Holland Cup 3 in Alkmaar, 11-12 december 2021            |
| R5. | Raoul van Aken        | Reserveplaatsen, de beste nog niet geplaatste rijder(s) van Holland Cup 3 in Alkmaar, 11-12 december 2021            |
| R6. | Joep Kalverdijk       | Reserveplaatsen, de beste nog niet geplaatste rijder(s) van Holland Cup 3 in Alkmaar, 11-12 december 2021            |

*De SCL heeft een extra rit toegevoegd aan de 500 meter mannen vanwege de selectiewedstrijd voor het ISU WK Sprint 2022.
Lotingsgroepen
| Rit 1 en 2     | Rit 3 t/m 5           | Rit 6 t/m 8        | Rit 9 t/m 11       |
| -------------- | --------------------- | ------------------ | ------------------ |
| Joep Wennemars | Ronald Mulder         | Jesper Hospes      | Kai Verbij         |
| Sebas Diniz    | Serge Yoro            | Stefan Westenbroek | Dai Dai N'tab      |
| Armand Broos   | Thijs Govers          | Aron Romeijn       | Merijn Scheperkamp |
| Elwin Jongman  | Lennart Velema        | Thomas Geerdinck   | Hein Otterspeer    |
|                | Thomas Krol           | Gijs Esders        | Janno Botman       |
|                | Joost van Dobbenburgh | Kjeld Nuis         | Tijmen Snel        |

De lotingsgroepen zijn bepaald op basis van de VANTAGE Europese tijden van 01-07-2021 t/m 19-12-2021.

### 1000 meter
| Nr. | Schaatser          | Selectienorm |
| --- | ------------------ | --- |
| 1.  | Thomas Krol        | Deelnemers en reserve ISU WK afstanden seizoen 2020-2021                                                             |
| 2.  | Kai Verbij         | Deelnemers en reserve ISU WK afstanden seizoen 2020-2021                                                             |
| 3.  | Wesly Dijs         | Deelnemers en reserve ISU WK afstanden seizoen 2020-2021                                                             |
| 4.  | Hein Otterspeer    | Deelnemers en reserve ISU WK afstanden seizoen 2020-2021                                                             |
| 5.  | Kjeld Nuis         | De beste 10 nog niet geplaatste rijders van het Daikin NK Afstanden 2022                                             |
| 6.  | Merijn Scheperkamp | De beste 10 nog niet geplaatste rijders van het Daikin NK Afstanden 2022                                             |
| 7.  | Tijmen Snel        | De beste 10 nog niet geplaatste rijders van het Daikin NK Afstanden 2022                                             |
| 8.  | Dai Dai N'tab      | De beste 10 nog niet geplaatste rijders van het Daikin NK Afstanden 2022                                             |
| 9.  | Serge Yoro         | De beste 10 nog niet geplaatste rijders van het Daikin NK Afstanden 2022                                             |
| 10. | Louis Hollaar      | De beste 10 nog niet geplaatste rijders van het Daikin NK Afstanden 2022                                             |
| 11. | Tjerk de Boer      | De beste 10 nog niet geplaatste rijders van het Daikin NK Afstanden 2022                                             |
| 12. | Tim Prins          | De beste 10 nog niet geplaatste rijders van het Daikin NK Afstanden 2022                                             |
| 13. | Lennart Velema     | De beste 10 nog niet geplaatste rijders van het Daikin NK Afstanden 2022                                             |
| 14. | Janno Botman       | De beste 10 nog niet geplaatste rijders van het Daikin NK Afstanden 2022                                             |
| 15. | Thomas Geerdinck   | De beste nog niet geplaatste rijder op grond van VANTAGE (Europese tijden, seizoen 2021-2022, d.d. 10 december 2021) |
| 16. | Koen Verweij       | De beste nog niet geplaatste rijder(s), minimaal 1 en maximaal 5, van Holland Cup 3 in Alkmaar, 11-12 december 2021  |
| 17. | Gijs Esders        | De beste nog niet geplaatste rijder(s), minimaal 1 en maximaal 5, van Holland Cup 3 in Alkmaar, 11-12 december 2021  |
| 18. | Mats Siemons       | De beste nog niet geplaatste rijder(s), minimaal 1 en maximaal 5, van Holland Cup 3 in Alkmaar, 11-12 december 2021  |
| 19. | Joep Wennemars     | De SCL kan rijder(s) toevoegen om te komen tot het maximale aantal deelnemers van 20                                 |
| 20. | Ronald Mulder      | De SCL kan rijder(s) toevoegen om te komen tot het maximale aantal deelnemers van 20                                 |
| R1. | Aron Romeijn       | Reserveplaatsen, de beste nog niet geplaatste rijder(s) van Holland Cup 3 in Alkmaar, 11-12 december 2021            |
| R2. | Jur Veenje         | Reserveplaatsen, de beste nog niet geplaatste rijder(s) van Holland Cup 3 in Alkmaar, 11-12 december 2021            |
| R3. | Jarle Gerrits      | Reserveplaatsen, de beste nog niet geplaatste rijder(s) van Holland Cup 3 in Alkmaar, 11-12 december 2021            |
| R4. | Rem de Hair        | Reserveplaatsen, de beste nog niet geplaatste rijder(s) van Holland Cup 3 in Alkmaar, 11-12 december 2021            |
| R5. | Elwin Jongman      | Reserveplaatsen, de beste nog niet geplaatste rijder(s) van Holland Cup 3 in Alkmaar, 11-12 december 2021            |
| R6. | Matthieu Hollaar   | Reserveplaatsen, de beste nog niet geplaatste rijder(s) van Holland Cup 3 in Alkmaar, 11-12 december 2021            |

Lotingsgroepen
| Rit 1         | Rit 2 t/m 4      | Rit 5 t/m 7   | Rit 8 t/m 10       |
| ------------- | ---------------- | ------------- | ------------------ |
| Mats Siemons  | Lennart Velema   | Tijmen Snel   | Hein Otterspeer    |
| Ronald Mulder | Janno Botman     | Dai Dai N'tab | Kai Verbij         |
|               | Thomas Geerdinck | Wesly Dijs    | Thomas Krol        |
|               | Joep Wennemars   | Louis Hollaar | Kjeld Nuis         |
|               | Gijs Esders      | Tjerk de Boer | Merijn Scheperkamp |
|               | Koen Verweij     | Tim Prins     | Serge Yoro         |

De lotingsgroepen zijn bepaald op basis van de VANTAGE Europese tijden van 01-07-2021 t/m 19-12-2021.

### 1500 meter
| Nr. | Schaatser             | Selectienorm |
| --- | --------------------- | --- |
| 1.  | Patrick Roest         | Deelnemers en reserve ISU WK afstanden seizoen 2020-2021                                                             |
| 2.  | Thomas Krol           | Deelnemers en reserve ISU WK afstanden seizoen 2020-2021                                                             |
| 3.  | Kjeld Nuis            | Deelnemers en reserve ISU WK afstanden seizoen 2020-2021                                                             |
| 4.  | Wesly Dijs            | Deelnemers en reserve ISU WK afstanden seizoen 2020-2021                                                             |
| 5.  | Chris Huizinga        | De beste 10 nog niet geplaatste rijders van het Daikin NK Afstanden 2022                                             |
| 6.  | Jan Blokhuijsen       | De beste 10 nog niet geplaatste rijders van het Daikin NK Afstanden 2022                                             |
| 7.  | Marcel Bosker         | De beste 10 nog niet geplaatste rijders van het Daikin NK Afstanden 2022                                             |
| 8.  | Tijmen Snel           | De beste 10 nog niet geplaatste rijders van het Daikin NK Afstanden 2022                                             |
| 9.  | Gert Wierda           | De beste 10 nog niet geplaatste rijders van het Daikin NK Afstanden 2022                                             |
| 10. | Serge Yoro            | De beste 10 nog niet geplaatste rijders van het Daikin NK Afstanden 2022                                             |
| 11. | Joep Wennemars        | De beste 10 nog niet geplaatste rijders van het Daikin NK Afstanden 2022                                             |
| 12. | Lex Dijkstra          | De beste 10 nog niet geplaatste rijders van het Daikin NK Afstanden 2022                                             |
| 13. | Jordy van Workum      | De beste 10 nog niet geplaatste rijders van het Daikin NK Afstanden 2022                                             |
| 14. | Tjerk de Boer         | De beste 10 nog niet geplaatste rijders van het Daikin NK Afstanden 2022                                             |
| 15. | Louis Hollaar         | De beste nog niet geplaatste rijder op grond van VANTAGE (Europese tijden, seizoen 2021-2022, d.d. 10 december 2021) |
| 16. | Gijs Esders           | De beste nog niet geplaatste rijder(s), minimaal 1 en maximaal 5, van Holland Cup 3 in Alkmaar, 11-12 december 2021  |
| 17. | Koen Verweij          | De beste nog niet geplaatste rijder(s), minimaal 1 en maximaal 5, van Holland Cup 3 in Alkmaar, 11-12 december 2021  |
| 18. | Yves Vergeer          | De beste nog niet geplaatste rijder(s), minimaal 1 en maximaal 5, van Holland Cup 3 in Alkmaar, 11-12 december 2021  |
| 19. | Tim Prins             | De SCL kan rijder(s) toevoegen om te komen tot het maximale aantal deelnemers van 20                                 |
| 20. | Merijn Scheperkamp    | De SCL kan rijder(s) toevoegen om te komen tot het maximale aantal deelnemers van 20                                 |
| R1. | Jur Veenje            | Reserveplaatsen, de beste nog niet geplaatste rijder(s) van Holland Cup 3 in Alkmaar, 11-12 december 2021            |
| R2. | Jesse Speijers        | Reserveplaatsen, de beste nog niet geplaatste rijder(s) van Holland Cup 3 in Alkmaar, 11-12 december 2021            |
| R3. | Joost van Dobbenburgh | Reserveplaatsen, de beste nog niet geplaatste rijder(s) van Holland Cup 3 in Alkmaar, 11-12 december 2021            |
| R4. | Thomas Geerdinck      | Reserveplaatsen, de beste nog niet geplaatste rijder(s) van Holland Cup 3 in Alkmaar, 11-12 december 2021            |
| R5. | Chris Fredriks        | Reserveplaatsen, de beste nog niet geplaatste rijder(s) van Holland Cup 3 in Alkmaar, 11-12 december 2021            |
| R6. | Matthieu Hollaar      | Reserveplaatsen, de beste nog niet geplaatste rijder(s) van Holland Cup 3 in Alkmaar, 11-12 december 2021            |

Lotingsgroepen
| Rit 1        | Rit 2 t/m 4        | Rit 5 t/m 7    | Rit 8 t/m 10    |
| ------------ | ------------------ | -------------- | --------------- |
| Gijs Esders  | Louis Hollaar      | Marcel Bosker  | Thomas Krol     |
| Koen Verweij | Tim Prins          | Tijmen Snel    | Kjeld Nuis      |
|              | Jordy van Workum   | Gert Wierda    | Chris Huizinga  |
|              | Tjerk de Boer      | Serge Yoro     | Patrick Roest   |
|              | Yves Vergeer       | Joep Wennemars | Jan Blokhuijsen |
|              | Merijn Scheperkamp | Lex Dijkstra   | Wesly Dijs      |

De lotingsgroepen zijn bepaald op basis van de VANTAGE Europese tijden van 01-07-2021 t/m 19-12-2021.

### 5000 meter
| Nr. | Schaatser        | Selectienorm |
| --- | ---------------- | --- |
| 1.  | Patrick Roest    | Deelnemers en reserve ISU WK afstanden seizoen 2020-2021                                                             |
| 2.  | Sven Kramer      | Deelnemers en reserve ISU WK afstanden seizoen 2020-2021                                                             |
| 3.  | Jorrit Bergsma   | Deelnemers en reserve ISU WK afstanden seizoen 2020-2021                                                             |
| 4.  | Marwin Talsma    | Deelnemers en reserve ISU WK afstanden seizoen 2020-2021                                                             |
| 5.  | Marcel Bosker    | De beste 6 nog niet geplaatste rijders van het Daikin NK Afstanden 2022                                              |
| 6.  | Victor Ramler    | De beste 6 nog niet geplaatste rijders van het Daikin NK Afstanden 2022                                              |
| 7.  | Jos de Vos       | De beste 6 nog niet geplaatste rijders van het Daikin NK Afstanden 2022                                              |
| 8.  | Kars Jansman     | De beste 6 nog niet geplaatste rijders van het Daikin NK Afstanden 2022                                              |
| 9.  | Jan Blokhuijsen  | De beste 6 nog niet geplaatste rijders van het Daikin NK Afstanden 2022                                              |
| 10. | Lex Dijkstra     | De beste 6 nog niet geplaatste rijders van het Daikin NK Afstanden 2022                                              |
| 11. | Beau Snellink    | De beste nog niet geplaatste rijder op grond van VANTAGE (Europese tijden, seizoen 2021-2022, d.d. 10 december 2021) |
| 12. | Mats Stoltenborg | De beste nog niet geplaatste rijder(s), minimaal 1 en maximaal 5, van Holland Cup 3 in Alkmaar, 11-12 december 2021  |
| 13. | Bart Mol         | De beste nog niet geplaatste rijder(s), minimaal 1 en maximaal 5, van Holland Cup 3 in Alkmaar, 11-12 december 2021  |
| 14. | Yves Vergeer     | De beste nog niet geplaatste rijder(s), minimaal 1 en maximaal 5, van Holland Cup 3 in Alkmaar, 11-12 december 2021  |
| 15. | Chris Huizinga   | De SCL kan rijder(s) toevoegen om te komen tot het maximale aantal deelnemers van 16                                 |
| 16. | Bart Hoolwerf    | De SCL kan rijder(s) toevoegen om te komen tot het maximale aantal deelnemers van 16                                 |
| R1. | Danny Stam       | Reserveplaatsen, de beste nog niet geplaatste rijder(s) van Holland Cup 3 in Alkmaar, 11-12 december 2021            |
| R2. | Lars Woelders    | Reserveplaatsen, de beste nog niet geplaatste rijder(s) van Holland Cup 3 in Alkmaar, 11-12 december 2021            |
| R3. | Jordy van Workum | Reserveplaatsen, de beste nog niet geplaatste rijder(s) van Holland Cup 3 in Alkmaar, 11-12 december 2021            |
| R4. | Ivar Immerzeel   | Reserveplaatsen, de beste nog niet geplaatste rijder(s) van Holland Cup 3 in Alkmaar, 11-12 december 2021            |

Lotingsgroepen
| Rit 1 t/m 2      | Rit 3 t/m 5    | Rit 6 t/m 8     |
| ---------------- | -------------- | --------------- |
| Yves Vergeer     | Sven Kramer    | Jorrit Bergsma  |
| Bart Hoolwerf    | Victor Ramler  | Patrick Roest   |
| Mats Stoltenborg | Jos de Vos     | Marwin Talsma   |
| Bart Mol         | Kars Jansman   | Beau Snellink   |
|                  | Lex Dijkstra   | Marcel Bosker   |
|                  | Chris Huizinga | Jan Blokhuijsen |

De lotingsgroepen zijn bepaald op basis van de VANTAGE Europese tijden van 01-07-2021 t/m 19-12-2021.

### 10.000 meter
| Nr. | Schaatser        | Selectienorm |
| --- | ---------------- | --- |
| 1.  | Patrick Roest    | Deelnemers en reserve ISU WK afstanden seizoen 2020-2021                                                                         |
| 2.  | Jorrit Bergsma   | Deelnemers en reserve ISU WK afstanden seizoen 2020-2021                                                                         |
| NS  | Marwin Talsma    | Deelnemers en reserve ISU WK afstanden seizoen 2020-2021                                                                         |
| 3.  | Marcel Bosker    | De beste 6 rijders van het Daikin NK Afstanden 2022                                                                              |
| 4.  | Victor Ramler    | De beste 6 rijders van het Daikin NK Afstanden 2022                                                                              |
| 5.  | Kars Jansman     | De beste 6 rijders van het Daikin NK Afstanden 2022                                                                              |
| 6.  | Jos de Vos       | De beste nog niet geplaatste rijder op grond van VANTAGE (Europese tijden, seizoen 2021-2022, d.d. 10 december 2021)             |
| NS  | Sven Kramer      | De beste nog niet geplaatste rijder(s), minimaal 1 en maximaal 5, in de uitslag van de 5000 m tijdens het OKT 2022 in Heerenveen |
| 7.  | Beau Snellink    | De beste nog niet geplaatste rijder(s), minimaal 1 en maximaal 5, in de uitslag van de 5000 m tijdens het OKT 2022 in Heerenveen |
| NS  | Jan Blokhuijsen  | De beste nog niet geplaatste rijder(s), minimaal 1 en maximaal 5, in de uitslag van de 5000 m tijdens het OKT 2022 in Heerenveen |
| 8.  | Bart Hoolwerf    | De beste nog niet geplaatste rijder(s), minimaal 1 en maximaal 5, in de uitslag van de 5000 m tijdens het OKT 2022 in Heerenveen |
| 9.  | Lex Dijkstra     | De beste nog niet geplaatste rijder(s), minimaal 1 en maximaal 5, in de uitslag van de 5000 m tijdens het OKT 2022 in Heerenveen |
| 10. | Mats Stoltenborg | Reserveplaatsen, de beste nog niet geplaatste rijder(s) in de uitslag van de 3000 m tijdens het OKT 2022 in Heerenveen           |
| NS  | Chris Huizinga   | Reserveplaatsen, de beste nog niet geplaatste rijder(s) in de uitslag van de 3000 m tijdens het OKT 2022 in Heerenveen           |
| 11. | Yves Vergeer     | Reserveplaatsen, de beste nog niet geplaatste rijder(s) in de uitslag van de 3000 m tijdens het OKT 2022 in Heerenveen           |
| 12. | Bart Mol         | Reserveplaatsen, de beste nog niet geplaatste rijder(s) in de uitslag van de 3000 m tijdens het OKT 2022 in Heerenveen           |

Lotingsgroepen
| Rit 1 en 2       | Rit 3 en 4    | Rit 5 en 6     |
| ---------------- | ------------- | -------------- |
| Yves Vergeer     | Kars Jansman  | Jorrit Bergsma |
| Bart Hoolwerf    | Jos de Vos    | Patrick Roest  |
| Mats Stoltenborg | Beau Snellink | Marcel Bosker  |
| Bart Mol         | Lex Dijkstra  | Victor Ramler  |

De lotingsgroepen zijn bepaald op basis van de VANTAGE Europese tijden van 01-07-2021 t/m 19-12-2021

## Deelnemers vrouwen
De volgende vrouwen hebben zich gekwalificeerd voor het Olympisch kwalificatietoernooi 2022:

### 500 meter
| Nr. | Schaatsster         | Selectienorm |
| --- | ------------------- | --- |
| 1.  | Femke Kok           | Deelnemers en reserve ISU WK afstanden seizoen 2020-2021                                                             |
| 2.  | Jutta Leerdam       | Deelnemers en reserve ISU WK afstanden seizoen 2020-2021                                                             |
| 3.  | Suzanne Schulting   | Deelnemers en reserve ISU WK afstanden seizoen 2020-2021                                                             |
| 4.  | Michelle de Jong    | Deelnemers en reserve ISU WK afstanden seizoen 2020-2021                                                             |
| 5.  | Marrit Fledderus    | De beste 10 nog niet geplaatste rijdsters van het Daikin NK Afstanden 2022                                           |
| 6.  | Dione Voskamp       | De beste 10 nog niet geplaatste rijdsters van het Daikin NK Afstanden 2022                                           |
| NS  | Jorien ter Mors     | De beste 10 nog niet geplaatste rijdsters van het Daikin NK Afstanden 2022                                           |
| 7.  | Femke Beuling       | De beste 10 nog niet geplaatste rijdsters van het Daikin NK Afstanden 2022                                           |
| 8.  | Isabel Grevelt      | De beste 10 nog niet geplaatste rijdsters van het Daikin NK Afstanden 2022                                           |
| 9.  | Naomi Verkerk       | De beste 10 nog niet geplaatste rijdsters van het Daikin NK Afstanden 2022                                           |
| 10. | Isabelle van Elst   | De beste 10 nog niet geplaatste rijdsters van het Daikin NK Afstanden 2022                                           |
| 11. | Esmé Stollenga      | De beste 10 nog niet geplaatste rijdsters van het Daikin NK Afstanden 2022                                           |
| 12. | Marit van Beijnum   | De beste 10 nog niet geplaatste rijdsters van het Daikin NK Afstanden 2022                                           |
| 13. | Letitia de Jong     | De beste 10 nog niet geplaatste rijdsters van het Daikin NK Afstanden 2022                                           |
| 14. | Helga Drost         | De beste nog niet geplaatste rijder op grond van VANTAGE (Europese tijden, seizoen 2021-2022, d.d. 10 december 2021) |
| 15. | Pien Smit           | De beste nog niet geplaatste rijder(s), minimaal 1 en maximaal 5, van Holland Cup 3 in Alkmaar, 11-12 december 2021  |
| 16. | Sanneke de Neeling  | De beste nog niet geplaatste rijder(s), minimaal 1 en maximaal 5, van Holland Cup 3 in Alkmaar, 11-12 december 2021  |
| 17. | Maud Lugters        | De beste nog niet geplaatste rijder(s), minimaal 1 en maximaal 5, van Holland Cup 3 in Alkmaar, 11-12 december 2021  |
| NS  | Lotte van Beek      | De SCL kan rijdster(s) toevoegen om te komen tot het maximale aantal deelnemers van 20                               |
| 18. | Selma Poutsma       | De SCL kan rijdster(s) toevoegen om te komen tot het maximale aantal deelnemers van 20                               |
| 19. | Gioya Lancee        | Reserveplaatsen, de beste nog niet geplaatste rijder(s) van Holland Cup 3 in Alkmaar, 11-12 december 2021            |
| 20. | Chloé Hoogendoorn   | Reserveplaatsen, de beste nog niet geplaatste rijder(s) van Holland Cup 3 in Alkmaar, 11-12 december 2021            |
| R1. | Sacha van der Weide | Reserveplaatsen, de beste nog niet geplaatste rijder(s) van Holland Cup 3 in Alkmaar, 11-12 december 2021            |
| R2. | Myrthe de Boer      | Reserveplaatsen, de beste nog niet geplaatste rijder(s) van Holland Cup 3 in Alkmaar, 11-12 december 2021            |
| R3. | Jildou Hoekstra     | Reserveplaatsen, de beste nog niet geplaatste rijder(s) van Holland Cup 3 in Alkmaar, 11-12 december 2021            |
| R4. | Anna Boersma        | Reserveplaatsen, de beste nog niet geplaatste rijder(s) van Holland Cup 3 in Alkmaar, 11-12 december 2021            |

Lotingsgroepen
| Rit 1             | Rit 2 t/m 4        | Rit 5 t/m 7       | Rit 8 t/m 10     |
| ----------------- | ------------------ | ----------------- | ---------------- |
| Gioya Lancee      | Pien Smit          | Esmé Stollenga    | Jutta Leerdam    |
| Chloé Hoogendoorn | Sanneke de Neeling | Helga Drost       | Femke Kok        |
|                   | Marit van Beijnum  | Naomi Verkerk     | Michelle de Jong |
|                   | Maud Lugters       | Isabel Grevelt    | Dione Voskamp    |
|                   | Selma Poutsma      | Letitia de Jong   | Marrit Fledderus |
|                   | Suzanne Schulting  | Isabelle van Elst | Femke Beuling    |

De lotingsgroepen zijn bepaald op basis van de VANTAGE Europese tijden van 01-07-2021 t/m 19-12-2021.

### 1000 meter
| Nr. | Schaatsster        | Selectienorm |
| --- | ------------------ | --- |
| 1.  | Jutta Leerdam      | Deelnemers en reserve ISU WK afstanden seizoen 2020-2021                                                             |
| 2.  | Jorien ter Mors    | Deelnemers en reserve ISU WK afstanden seizoen 2020-2021                                                             |
| 3.  | Suzanne Schulting  | Deelnemers en reserve ISU WK afstanden seizoen 2020-2021                                                             |
| 4.  | Femke Kok          | Deelnemers en reserve ISU WK afstanden seizoen 2020-2021                                                             |
| 5.  | Ireen Wüst         | De beste 10 nog niet geplaatste rijdsters van het Daikin NK Afstanden 2022                                           |
| 6.  | Marrit Fledderus   | De beste 10 nog niet geplaatste rijdsters van het Daikin NK Afstanden 2022                                           |
| 7.  | Antoinette de Jong | De beste 10 nog niet geplaatste rijdsters van het Daikin NK Afstanden 2022                                           |
| NS  | Lotte van Beek     | De beste 10 nog niet geplaatste rijdsters van het Daikin NK Afstanden 2022                                           |
| 8.  | Letitia de Jong    | De beste 10 nog niet geplaatste rijdsters van het Daikin NK Afstanden 2022                                           |
| 9.  | Helga Drost        | De beste 10 nog niet geplaatste rijdsters van het Daikin NK Afstanden 2022                                           |
| 10. | Sanneke de Neeling | De beste 10 nog niet geplaatste rijdsters van het Daikin NK Afstanden 2022                                           |
| 11. | Elisa Dul          | De beste 10 nog niet geplaatste rijdsters van het Daikin NK Afstanden 2022                                           |
| 12. | Myrthe de Boer     | De beste 10 nog niet geplaatste rijdsters van het Daikin NK Afstanden 2022                                           |
| 13. | Esmé Stollenga     | De beste 10 nog niet geplaatste rijdsters van het Daikin NK Afstanden 2022                                           |
| 14. | Pien Smit          | De beste nog niet geplaatste rijder op grond van VANTAGE (Europese tijden, seizoen 2021-2022, d.d. 10 december 2021) |
| 15. | Gioya Lancee       | De beste nog niet geplaatste rijder(s), minimaal 1 en maximaal 5, van Holland Cup 3 in Alkmaar, 11-12 december 2021  |
| 16. | Isabelle van Elst  | De beste nog niet geplaatste rijder(s), minimaal 1 en maximaal 5, van Holland Cup 3 in Alkmaar, 11-12 december 2021  |
| 17. | Michelle de Jong   | De SCL kan rijdster(s) toevoegen om te komen tot het maximale aantal deelnemers van 20                               |
| 18. | Marijke Groenewoud | De SCL kan rijdster(s) toevoegen om te komen tot het maximale aantal deelnemers van 20                               |
| NS  | Dione Voskamp      | De SCL kan rijdster(s) toevoegen om te komen tot het maximale aantal deelnemers van 20                               |
| 19. | Isabel Grevelt     | Reserveplaatsen, de beste nog niet geplaatste rijder(s) van Holland Cup 3 in Alkmaar, 11-12 december 2021            |
| 20. | Naomi Verkerk      | Reserveplaatsen, de beste nog niet geplaatste rijder(s) van Holland Cup 3 in Alkmaar, 11-12 december 2021            |
| R1. | Aveline Hijlkema   | Reserveplaatsen, de beste nog niet geplaatste rijder(s) van Holland Cup 3 in Alkmaar, 11-12 december 2021            |
| R2. | Paulien Verhaar    | Reserveplaatsen, de beste nog niet geplaatste rijder(s) van Holland Cup 3 in Alkmaar, 11-12 december 2021            |
| R3. | Maud Lugters       | Reserveplaatsen, de beste nog niet geplaatste rijder(s) van Holland Cup 3 in Alkmaar, 11-12 december 2021            |
| R4. | Kim Talsma         | Reserveplaatsen, de beste nog niet geplaatste rijder(s) van Holland Cup 3 in Alkmaar, 11-12 december 2021            |

Lotingsgroepen
| Rit 1         | Rit 2 t/m 4        | Rit 5 t/m 7     | Rit 8 t/m 10       |
| ------------- | ------------------ | --------------- | ------------------ |
| Naomi Verkerk | Suzanne Schulting  | Letitia de Jong | Jutta Leerdam      |
| Gioya Lancee  | Michelle de Jong   | Jorien ter Mors | Femke Kok          |
|               | Esmé Stollenga     | Helga Drost     | Ireen Wüst         |
|               | Isabelle van Elst  | Elisa Dul       | Marrit Fledderus   |
|               | Marijke Groenewoud | Myrthe de Boer  | Antoinette de Jong |
|               | Isabel Grevelt     | Pien Smit       | Sanneke de Neeling |

De lotingsgroepen zijn bepaald op basis van de VANTAGE Europese tijden van 01-07-2021 t/m 19-12-2021.

### 1500 meter
| Nr. | Schaatsster         | Selectienorm |
| --- | ------------------- | --- |
| 1.  | Antoinette de Jong  | Deelnemers en reserve ISU WK afstanden seizoen 2020-2021                                                             |
| 2.  | Ireen Wüst          | Deelnemers en reserve ISU WK afstanden seizoen 2020-2021                                                             |
| 3.  | Melissa Wijfje      | Deelnemers en reserve ISU WK afstanden seizoen 2020-2021                                                             |
| 4.  | Irene Schouten      | Deelnemers en reserve ISU WK afstanden seizoen 2020-2021                                                             |
| 5.  | Jutta Leerdam       | De beste 10 nog niet geplaatste rijdsters van het Daikin NK Afstanden 2022                                           |
| 6.  | Jorien ter Mors     | De beste 10 nog niet geplaatste rijdsters van het Daikin NK Afstanden 2022                                           |
| 7.  | Marijke Groenewoud  | De beste 10 nog niet geplaatste rijdsters van het Daikin NK Afstanden 2022                                           |
| 8.  | Elisa Dul           | De beste 10 nog niet geplaatste rijdsters van het Daikin NK Afstanden 2022                                           |
| 9.  | Lotte van Beek      | De beste 10 nog niet geplaatste rijdsters van het Daikin NK Afstanden 2022                                           |
| 10. | Gioya Lancee        | De beste 10 nog niet geplaatste rijdsters van het Daikin NK Afstanden 2022                                           |
| 11. | Sanneke de Neeling  | De beste 10 nog niet geplaatste rijdsters van het Daikin NK Afstanden 2022                                           |
| 12. | Joy Beune           | De beste 10 nog niet geplaatste rijdsters van het Daikin NK Afstanden 2022                                           |
| 13. | Reina Anema         | De beste 10 nog niet geplaatste rijdsters van het Daikin NK Afstanden 2022                                           |
| NS  | Carlijn Achtereekte | De beste 10 nog niet geplaatste rijdsters van het Daikin NK Afstanden 2022                                           |
| 14. | Myrthe de Boer      | De beste nog niet geplaatste rijder op grond van VANTAGE (Europese tijden, seizoen 2021-2022, d.d. 10 december 2021) |
| NS  | Merel Conijn        | De beste nog niet geplaatste rijder(s), minimaal 1 en maximaal 5, van Holland Cup 3 in Alkmaar, 11-12 december 2021  |
| 15. | Aveline Hijlkema    | De beste nog niet geplaatste rijder(s), minimaal 1 en maximaal 5, van Holland Cup 3 in Alkmaar, 11-12 december 2021  |
| 16. | Isabelle van Elst   | De beste nog niet geplaatste rijder(s), minimaal 1 en maximaal 5, van Holland Cup 3 in Alkmaar, 11-12 december 2021  |
| NS  | Suzanne Schulting   | De SCL kan rijdster(s) toevoegen om te komen tot het maximale aantal deelnemers van 20                               |
| 17. | Robin Groot         | De SCL kan rijdster(s) toevoegen om te komen tot het maximale aantal deelnemers van 20                               |
| 18. | Isabel Grevelt      | Reserveplaatsen, de beste nog niet geplaatste rijder(s) van Holland Cup 3 in Alkmaar, 11-12 december 2021            |
| NS  | Esther Kiel         | Reserveplaatsen, de beste nog niet geplaatste rijder(s) van Holland Cup 3 in Alkmaar, 11-12 december 2021            |
| NS  | Kim Talsma          | Reserveplaatsen, de beste nog niet geplaatste rijder(s) van Holland Cup 3 in Alkmaar, 11-12 december 2021            |
| 19. | Helga Drost         | Reserveplaatsen, de beste nog niet geplaatste rijder(s) van Holland Cup 3 in Alkmaar, 11-12 december 2021            |
| 20. | Chloé Hoogendoorn   | Reserveplaatsen, de beste nog niet geplaatste rijder(s) van Holland Cup 3 in Alkmaar, 11-12 december 2021            |
| R1. | Paulien Verhaar     | Reserveplaatsen, de beste nog niet geplaatste rijder(s) van Holland Cup 3 in Alkmaar, 11-12 december 2021            |

Lotingsgroepen
| Rit 1             | Rit 2 t/m 4       | Rit 5 t/m 7        | Rit 8 t/m 10       |
| ----------------- | ----------------- | ------------------ | ------------------ |
| Aveline Hijlkema  | Reina Anema       | Elisa Dul          | Antoinette de Jong |
| Chloé Hoogendoorn | Myrthe de Boer    | Lotte van Beek     | Ireen Wüst         |
|                   | Robin Groot       | Joy Beune          | Jutta Leerdam      |
|                   | Isabelle van Elst | Gioya Lancee       | Irene Schouten     |
|                   | Isabel Grevelt    | Sanneke de Neeling | Jorien ter Mors    |
|                   | Helga Drost       | Melissa Wijfje     | Marijke Groenewoud |

De lotingsgroepen zijn bepaald op basis van de VANTAGE Europese tijden van 01-07-2021 t/m 19-12-2021.

### 3000 meter
| Nr. | Schaatsster         | Selectienorm |
| --- | ------------------- | --- |
| 1.  | Antoinette de Jong  | Deelnemers en reserve ISU WK afstanden seizoen 2020-2021                                                             |
| 2.  | Irene Schouten      | Deelnemers en reserve ISU WK afstanden seizoen 2020-2021                                                             |
| 3.  | Joy Beune           | Deelnemers en reserve ISU WK afstanden seizoen 2020-2021                                                             |
| 4.  | Reina Anema         | Deelnemers en reserve ISU WK afstanden seizoen 2020-2021                                                             |
| 5.  | Carlijn Achtereekte | De beste 6 nog niet geplaatste rijdsters van het Daikin NK Afstanden 2022                                            |
| 6.  | Ireen Wüst          | De beste 6 nog niet geplaatste rijdsters van het Daikin NK Afstanden 2022                                            |
| 7.  | Melissa Wijfje      | De beste 6 nog niet geplaatste rijdsters van het Daikin NK Afstanden 2022                                            |
| 8.  | Merel Conijn        | De beste 6 nog niet geplaatste rijdsters van het Daikin NK Afstanden 2022                                            |
| 9.  | Sanne in 't Hof     | De beste 6 nog niet geplaatste rijdsters van het Daikin NK Afstanden 2022                                            |
| 10. | Evelien Vijn        | De beste 6 nog niet geplaatste rijdsters van het Daikin NK Afstanden 2022                                            |
| 11. | Robin Groot         | De beste nog niet geplaatste rijder op grond van VANTAGE (Europese tijden, seizoen 2021-2022, d.d. 10 december 2021) |
| 12. | Jade Groenewoud     | De beste nog niet geplaatste rijder(s), minimaal 1 en maximaal 5, van Holland Cup 3 in Alkmaar, 11-12 december 2021  |
| 13. | Aveline Hijlkema    | De beste nog niet geplaatste rijder(s), minimaal 1 en maximaal 5, van Holland Cup 3 in Alkmaar, 11-12 december 2021  |
| 14. | Esther Kiel         | De beste nog niet geplaatste rijder(s), minimaal 1 en maximaal 5, van Holland Cup 3 in Alkmaar, 11-12 december 2021  |
| 15. | Myrthe de Boer      | De beste nog niet geplaatste rijder(s), minimaal 1 en maximaal 5, van Holland Cup 3 in Alkmaar, 11-12 december 2021  |
| 16. | Ineke Dedden        | De beste nog niet geplaatste rijder(s), minimaal 1 en maximaal 5, van Holland Cup 3 in Alkmaar, 11-12 december 2021  |
| R1. | Eline Jansen        | Reserveplaatsen, de beste nog niet geplaatste rijder(s) van Holland Cup 3 in Alkmaar, 11-12 december 2021            |
| R2. | Maaike Verweij      | Reserveplaatsen, de beste nog niet geplaatste rijder(s) van Holland Cup 3 in Alkmaar, 11-12 december 2021            |
| R3. | Kim Talsma          | Reserveplaatsen, de beste nog niet geplaatste rijder(s) van Holland Cup 3 in Alkmaar, 11-12 december 2021            |
| R4. | Eline van Voorden   | Reserveplaatsen, de beste nog niet geplaatste rijder(s) van Holland Cup 3 in Alkmaar, 11-12 december 2021            |

Lotingsgroepen
| Rit 1 en 2       | Rit 3 t/m 5     | Rit 6 t/m 8         |
| ---------------- | --------------- | ------------------- |
| Esther Kiel      | Evelien Vijn    | Irene Schouten      |
| Aveline Hijlkema | Merel Conijn    | Carlijn Achtereekte |
| Ineke Dedden     | Reina Anema     | Antoinette de Jong  |
| Myrthe de Boer   | Sanne in 't Hof | Joy Beune           |
|                  | Robin Groot     | Ireen Wüst          |
|                  | Jade Groenewoud | Melissa Wijfje      |

De lotingsgroepen zijn bepaald op basis van de VANTAGE Europese tijden van 01-07-2021 t/m 19-12-2021.

### 5000 meter
| Nr. | Schaatsster         | Selectienorm |
| --- | ------------------- | --- |
| 1.  | Irene Schouten      | Deelnemers en reserve ISU WK afstanden seizoen 2020-2021                                                                         |
| 2.  | Carlijn Achtereekte | Deelnemers en reserve ISU WK afstanden seizoen 2020-2021                                                                         |
| 3.  | Esmee Visser        | Deelnemers en reserve ISU WK afstanden seizoen 2020-2021                                                                         |
| 4.  | Sanne in 't Hof     | De beste 6 rijders van het Daikin NK Afstanden 2022                                                                              |
| 5.  | Joy Beune           | De beste 6 rijders van het Daikin NK Afstanden 2022                                                                              |
| 6.  | Melissa Wijfje      | De beste 6 rijders van het Daikin NK Afstanden 2022                                                                              |
| 7.  | Merel Conijn        | De beste 6 rijders van het Daikin NK Afstanden 2022                                                                              |
| NS  | Antoinette de Jong  | De beste nog niet geplaatste rijder op grond van VANTAGE (Europese tijden, seizoen 2021-2022, d.d. 10 december 2021)             |
| NS  | Ireen Wüst          | De beste nog niet geplaatste rijder(s), minimaal 1 en maximaal 5, in de uitslag van de 3000 m tijdens het OKT 2022 in Heerenveen |
| 8.  | Reina Anema         | De beste nog niet geplaatste rijder(s), minimaal 1 en maximaal 5, in de uitslag van de 3000 m tijdens het OKT 2022 in Heerenveen |
| NS  | Evelien Vijn        | De beste nog niet geplaatste rijder(s), minimaal 1 en maximaal 5, in de uitslag van de 3000 m tijdens het OKT 2022 in Heerenveen |
| 9.  | Robin Groot         | De beste nog niet geplaatste rijder(s), minimaal 1 en maximaal 5, in de uitslag van de 3000 m tijdens het OKT 2022 in Heerenveen |
| NS  | Jade Groenewoud     | Reserveplaatsen, de beste nog niet geplaatste rijder(s) in de uitslag van de 3000 m tijdens het OKT 2022 in Heerenveen           |
| 10. | Aveline Hijlkema    | Reserveplaatsen, de beste nog niet geplaatste rijder(s) in de uitslag van de 3000 m tijdens het OKT 2022 in Heerenveen           |
| NS  | Esther Kiel         | Reserveplaatsen, de beste nog niet geplaatste rijder(s) in de uitslag van de 3000 m tijdens het OKT 2022 in Heerenveen           |
| 11. | Myrthe de Boer      | Reserveplaatsen, de beste nog niet geplaatste rijder(s) in de uitslag van de 3000 m tijdens het OKT 2022 in Heerenveen           |
| NS  | Ineke Dedden        | Reserveplaatsen, de beste nog niet geplaatste rijder(s) in de uitslag van de 3000 m tijdens het OKT 2022 in Heerenveen           |
| 12. | –                   | Er waren geen schaatsster meer over op de reservelijst                                                                           |

Lotingsgroepen
| Rit 1 en 2       | Rit 3 en 4     | Rit 5 en 6          |
| ---------------- | -------------- | ------------------- |
| Robin Groot      | Melissa Wijfje | Irene Schouten      |
| Aveline Hijlkema | Esmee Visser   | Sanne in 't Hof     |
| Myrthe de Boer   | Merel Conijn   | Carlijn Achtereekte |
| –                | Reina Anema    | Joy Beune           |

De lotingsgroepen zijn bepaald op basis van de VANTAGE Europese tijden van 01-07-2021 t/m 19-12-2021.